# Нолвуд (Илиноис)
Нолвуд (енгл. Knollwood) насељено је место без административног статуса у америчкој савезној држави Илиноис.

## Демографија
По попису из 2010. године број становника је 1.747.
| Група             | 2000.    | 2010.         |
| Белци             | 0 (0,0%) | 1.457 (83,4%) |
| Афроамериканци    | 0 (0,0%) | 74 (4,2%)     |
| Азијати           | 0 (0,0%) | 84 (4,8%)     |
| Хиспаноамериканци | 0 (0,0%) | 111 (6,4%)    |
| Укупно            | 0        | 1.747         |